# Linus Morin
Linus Morin, född 30 januari 1987 i Uppsala, är en svensk före detta ishockeyspelare.

## Karriär
Linus Morin är uppvuxen i Östhammar men är ishockeyfostrad i Gimo IF. Under säsongen 2002/2003 medverkade han i TV-pucken när han spelade för Uppland. Han har medverkat i JVM i ishockey 2006 och 2007. Han spelade för Brynäs IF i Elitserien under säsongerna 2005/06 och 2006/07. Under säsongen 2006/2007 lånades han ut från Brynäs till Nybro Vikings IF och spel i Hockeyallsvenskan. Han spelade under säsongen 2007/08 med Västerås Hockey. Under säsongerna 2008/09–2017/18 spelade han med IK Oskarshamn i Hockeyallsvenskan.

## Klubbar
- Brynäs IF (2005/06–2006/07)
- Nybro Vikings IF (2006/07)
- Västerås Hockey (2007/08)
- IK Oskarshamn (2008/09–2017/18)

## Meriter
- Bronsmedalj i U18 Juniorvärldsmästerskapet i ishockey 2005
- Deltog i TV-pucken 2003